# Maly Delschaft
Maly Delschaft, nata Martha Amalia Delschaft (Amburgo, 4 dicembre 1898 – Berlino, 20 agosto 1995), è stata un'attrice tedesca.

## Biografia
Figlia di Hermann Friedrich Julius Delschaft, un muratore, e di Ida Caroline Christine Hillermann, cominciò la sua carriera di attrice già da bambina in un adattamento teatrale di Anna Karenina al teatro Thalia di Amburgo. Nel 1917, debuttò allo Stadttheater di Brema e poi, dopo aver recitato a Breslavia, nel 1920, lavorò a Berlino. Negli anni venti prese parte a numerosi film: il suo debutto sullo schermo risale al 1921, in Der Liebling der Frauen, dove ricoprì un ruolo da protagonista a fianco di Maria Del Shar.

## Filmografia

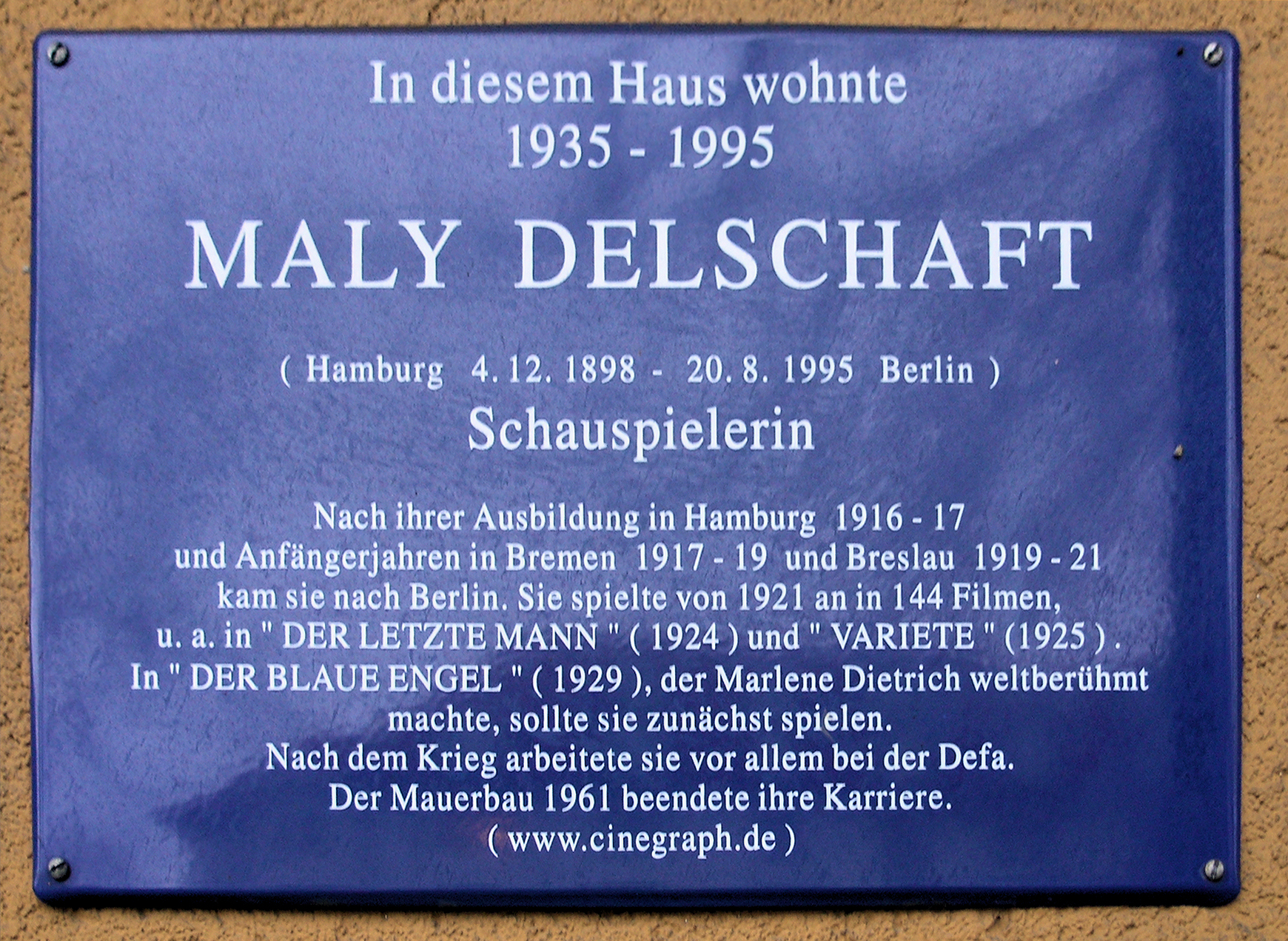
Targa commemorativa, Kaiserdamm, Berlino-Westend

- Der Liebling der Frauen, regia di Carl Wilhelm (1921)
- L'ultima risata (Der letzte Mann), regia di Friedrich Wilhelm Murnau (1924)
- Varieté, regia di Ewald André Dupont (1925)
- Die Abenteuer eines Zehnmarkscheines, regia di Berthold Viertel (1926)
- Die letzte Droschke von Berlin, regia di Carl Boese (1926)
- Liebe geht seltsame Wege, regia di Fritz Kaufmann (1927)
- Das Schicksal derer von Habsburg, regia di Rolf Raffé (1928)
- Mia moglie, che imbrogliona! (Meine Frau, die Hochstaplerin), regia di Kurt Gerron (1931)
- Cortigiane di re sole (Liselotte von der Pfalz), regia di Carl Froelich (1935)